# Kontrollmärke
Kontrollmärke är ett märke som har anbragts på ett föremål för att ange att detta uppfyller en viss egenskap, tillhör en viss ägare, framställts eller godkänts av en viss person eller undergått någon bestämd åtgärd. Det finns i regel särskilda straffbestämmelser för den som förfalskar kontrollmärken.
Exempel på kontrollmärken är skattemärke, kontrollmärke på motorfordon och guld- och silverstämplar.